# La Cort de Tricas
La Cort de Tricas ou Lacort ou La Cort est un village de la province de Huesca, situé dans le Sobrarbe à environ cinq kilomètres à l'est de la ville de Fiscal, près de Jánovas. Il a compté jusqu'à 91 habitants en 1950 mais est aujourd'hui inhabité. Comme ceux des villages de Jánovas et Burgasé, ses habitants ont été expropriés et expulsés au cours des années 1960 dans le cadre du projet de construction du barrage de Jánovas, finalement non réalisé.